# Жаїлсон Марселіно дос Сантос
Жаїлсон Марселіно дос Сантос (порт. Jailson Marcelino dos Santos, 20 липня 1981, Сан-Жозе-дус-Кампус, штат Сан-Паулу) — бразильський футболіст, воротар клубу «Палмейрас».

## Біографія
Жаїлсон почав професіональну кар'єру в 2003 році в клубі «Кампіненсе» і посів з командою четверте місце в Серії C, але на той момент це не давало права на вихід в Серію B. Наступні два роки провів в «Сан-Жозе».
У 2006 році дебютував на рівні Серії B в складі «Ітуано», але вже в 2007 році повернувся в «Кампіненсе», який на той момент виступав тільки на рівні чемпіонату штату Параїба. У тому ж році перейшов в клуб «Гуаратінгета», в якому виступав п'ять років, за винятком невеликого періоду в 2009 році, коли воротар грав за «Жувентуде». З «Гуараінгетою» Жаїлсон домігся виходу в Серію B, де він виступав до кінця 2012 року.
У 2012—2013 роках виступав за «Оесте» в Лізі Пауліста і Серії C Бразилії, після чого знову піднявся до рівня Серії B, перейшовши в «Сеару». Але і в цій команді він не затримався довше року, в середині 2014 року перейшовши в клуб Серії A «Палмейрас», за який вболівав з дитинства. У дитинстві Жаїлсон пообіцяв своїй бабусі, що він обов'язково буде виступати за «Палмейрас», заявивши, що «ти не помреш, поки не побачиш мене в грі за „Палмейрас“» — про це в інтерв'ю журналістам Globo розповіла сама бабуся Жаїлсона, Насіф Марселіно, якій у вересні виповнилося 80 років.
У стані «вердау» Жаїлсону відводилася роль запасного воротаря, оскільки твердим гравцем основи був Фернандо Прасс. Придбати 33-річного Жаїлсона, воротаря, який до того моменту не провів жодного матчу на рівні Серії A, клуб наважився за наполяганням тренера Дорівала Жуніора. За «зелених» новачок дебютував тільки в квітні 2015 року, і це був єдиний матч Жаїлсона за рік — в рамках Кубка Бразилії 2015 проти «Сампайо Корреа». У підсумку «Палмейрас» виграв кубок і до цього успіху виявився причетним і Жаїлсон.
2016 рік Жаїлсон також почав в статусі резервного воротаря. В рамках підготовки до Олімпійського футбольного турніру травму в середині року отримав Фернандо Прасс і в серпні 35-річний Жаїлсон отримав свій шанс. Воротар на найвищому рівні провів залишок сезону, за підсумками якого «Палмейрас» став чемпіоном Бразилії. Жаїлсон був визнаний найкращим воротарем чемпіонату і потрапив в усі основні символічні збірні країни, включаючи Срібний м'яч (Placar) і «Кракі ду Бразілейрао» (Globo і КБФ)
У 2020 році виграв з «Палмейрасом» чемпіонат штату Сан-Паулу та Кубкок Лібертадорес 2020, втім у обох турнірах на поле не виходив.

## Титули та досягнення
Командні
- Чемпіон Бразилії (2): 2016, 2018
- Володар Кубка Бразилії (2): 2015, 2020
- Чемпіон штату Сеара (1): 2014
- Чемпіон штату Сан-Паулу (1): 2020
- Володар Кубка Лібертадорес (2): 2020, 2021

Особисті
- Найкращий воротар чемпіонату Бразилії (Срібний м'яч) (1): 2016
- У символічній збірній чемпіонату Бразилії (Globo і КБФ) (1): 2016
- Найкращий воротар чемпіонату Бразилії (ESPN) (1): 2016